# Chori
chori（ちょり、1984年〈昭和59年〉11月10日 - 2024年〈令和6年〉8月20日）は、日本の詩人。出生名・千明史(せん あきふみ)。戸籍名・菊地明史(きくち あきふみ)。京都府出身。ペンネーム「chori」の由来は、友人へのFAXに書いた「千ヨリ」が片仮名の「チョリ」に見えたことから。

## 経歴
茶道裏千家の千宗之・容子夫妻の第1子（長男）として、京都府に生まれる。京都精華大学卒業。6歳のころより茶道の稽古を始めるも、茶人を継ぐ道を選ばず、中学生のころより詩人として活動を開始する。2005年（平成17年）、第一回「詩学」最優秀新人賞受賞。2006年（平成18年）、狂言師茂山童司（現三世茂山千之丞）パフォーマンスユニット「chori/童司」を結成。京都を拠点に公演を重ね、2008年（平成20年）には、ヨーロッパツアー（フランス・パリ、イタリア・フィレンツェ、ローマ、ブレーシャ）を公演。
2014年（平成26年）12月9日、戸籍名「菊地 明史（きくち あきふみ）」として、独立（分家）した。分家後も実家の千家との家族仲は良好であり、交流は続いた。2024年（令和6年）8月20日、肺炎による急性呼吸不全で死去。39歳没。父の千宗室は長男の訃報に際し、「選んだ道半ばでの逝去となりました。しかし、それでも多くの若い方が望むものを見つけ難いこの世の中で、夢見た世界を進めたことは明史には幸せなことだったと思います。」とのコメントを発表した。同年11月20日、べストアルバム『ちょりびゅーと』をリリース。

## 家族・親族
母は、三笠宮崇仁親王と同妃百合子の第2女子・千容子（容子内親王）、父は、茶道裏千家第16代家元・千宗室である。
また、妹は、葵祭・第54代斎王代を務めた阪田万紀子（阪田修三の長男で医師の阪田宗弘夫人）、弟は、茶道裏千家次期家元の千敬史（若宗匠・千宗史）である。
第124代天皇・昭和天皇の大甥、第125代天皇・明仁（上皇）と常陸宮正仁親王の従甥、第126代天皇・徳仁（今上天皇）と秋篠宮文仁親王および黒田清子（紀宮清子内親王）の再従弟にあたる。父方の祖父に茶道裏千家第15代家元千玄室。また、父方の従弟に伊住公一朗と伊住禮次朗、母方の従姉妹に三笠宮家の彬子女王と瑶子女王、高円宮家の承子女王と千家典子（典子女王）および守谷絢子（絢子女王）らがいる。

## 系譜
| 千明史 （菊地明史） | 父: 千政之（千宗室） | 祖父: 千政興（千玄室）   | 曾祖父: 14代千宗室 |
| 千明史 （菊地明史） | 父: 千政之（千宗室） | 祖父: 千政興（千玄室）   | 曾祖母: 千嘉代子   |
| 千明史 （菊地明史） | 父: 千政之（千宗室） | 祖母: 千登三子           | 曾祖父: 塚本定治郎 |
| 千明史 （菊地明史） | 父: 千政之（千宗室） | 祖母: 千登三子           | 曾祖母: 塚本三鶴   |
| 千明史 （菊地明史） | 母: 千容子           | 祖父: 崇仁親王（三笠宮） | 曾祖父: 大正天皇   |
| 千明史 （菊地明史） | 母: 千容子           | 祖父: 崇仁親王（三笠宮） | 曾祖母: 貞明皇后   |
| 千明史 （菊地明史） | 母: 千容子           | 祖母: 百合子             | 曾祖父: 高木正得   |
| 千明史 （菊地明史） | 母: 千容子           | 祖母: 百合子             | 曾祖母: 高木邦子   |

## ディスコグラフィー
| 2006年4月 | REDEMPTION                              | 自主版             | アルバム |
| 2007年2月 | 維新                                    | 自主版             | シングル |
| 12月      | 帰り道のはて                            | 自主版             | アルバム |
| 2009年6月 | 地図をつくる                            | 自主版             | アルバム |
| 2011年5月 | 夏の前日                                | 自主版             | シングル |
| 2012年2月 | 短篇集                                  | 自主版             | シングル |
| 8月       | 祝福のおわった夜に                      | wonderground music | アルバム |
| 2013年8月 | 鈴木さん/僕たちはなんだか忘れてしまうね | 自主版             | シングル |
| 2014年2月 | ヒーローの愛し方                        | 自主版             | EP       |
| 2016年    | ししょうせつ                            | 自主版             | アルバム |
|           | なとつみ                                | 自主版             | アルバム |